# Khanat Scheki
Das Khanat Scheki (auch Shakki, Schekhi, Şəki) war ein Staat im Nordwesten des heutigen Aserbaidschan, der von etwa 1500 bis 1819 existierte. Die Hauptstadt war die gleichnamige Stadt Scheki, heute Şəki. Es lag im Nordwesten von Aserbaidschan, nördlich des Flusses Kura.

## Geschichte
Scheki wurde um 1500 gegründet, als das Gebiet von den Schirwanschah unabhängig wurde. Später wurde es ein unabhängiges Khanat. Ab 1736 war es Teil Persiens unter Nadir Schah, nach dessen Tod 1747 wurde das Gebiet unabhängig. Bald wurde es aber vom Khanat Quba unter Husayn `Ali erobert. 1761 bis 1765 war es Teil Dagestans. 1806 wurde es Teil des russischen Reiches, die Annexion des Khanats wurde 1813 im Friedensvertrag von Gulistan bestätigt. 1819 wurde das Khanat aufgelöst und das Gebiet Teil des Gouvernements Schemacha.
Nach der Auflösung des Khanats wurde die Hauptstadt in Nuxa umbenannt.

## Herrscherliste
- Khane
  - … bis 1743 Malik Najaf
- Bashchi
  - 1743–1759 Chalabi Khan
  - 1759–1761 Agha Kishi Beg
  - 1765–1779 Husayn
  - 1780–1783 `Abd al-Qadir
  - 21. Dez. 1783 bis 1795 Muhammad Hasan Wali
  - 1795–1806 Mustafa Salim
  - 10. Dez. 1806 bis 1815 Ja`far Quli Dumbuli
  - 1815–1819 Isma`il

Quelle: rulers.org

## Wirtschaft
Über viele Jahrhunderte war Scheki bekannt für die dortige Seidenraupenzucht.